# La marica en un árbol
La marica en un árbol es un óleo pintado por Francisco de Goya para la Real Fábrica de Santa Bárbara, destinada a decorar el comedor de los Príncipes de Asturias en el Palacio del Pardo.
Forma parte de la quinta serie de cartones para tapices hechos por el aragonés. Fue descubierta en 1870 y trasladada al Museo del Prado. Su alargado formato indica que se usó como sobreventana o rinconera. Guarda gran similitud con El niño del árbol y El muchacho del pájaro, cuadros de las series anteriores.

## Análisis
Es posible que se haya inspirado en algún biombo chino, famosos en la centuria de Goya. En ellos se representaban animales exóticos sobre los árboles, sustituidos por el pintor por varios animales de la fauna de España, entre ellos una urraca.
Goya sitúa a los animales en primer plano, para logra la sensación de profundidad que complemente el formato. El naturalismo es patente en la obra, sobre todo en el vuelo de los pájaros y en la urraca magníficamente equilibrada.
El pintor sitúa los animales en planos sucesivos, para lograr una sensación de profundidad que complemente el formato alto y estrecho, a la vez que expresa con vivo naturalismo el vuelo de los pájaros y el equilibrio de la urraca en la rama del árbol. 
Era, posiblemente, un complemento del cartón La era, que representaba al verano, siendo la estación estival donde más crecen los pájaros.